# The Mirror Boy
The Mirror Boy es una película nigeriana de drama, aventuras y fantasía de 2011 escrita y dirigida por Patrick Cambell. Está protagonizada da por Genevieve Nnaji, Osita Iheme y Edward Kagutuz. Rodada en escenarios de Inglaterra y Gambia, recibió 3 nominaciones en los Premios de la Academia de Cine de África 2011.

## Sinopsis
Un joven adolescente afro-británico es llevado de regreso a la tierra donde nació su madre, pero luego se pierde misteriosamente en un bosque y se embarca en un viaje mágico que le enseña sobre sí mismo y el misterio del padre al que nunca conoció.

## Elenco
- Trew Sider como Rodney Marsh
- Genevieve Nnaji como Teema
- Osita Iheme como Mirror Boy
- Edward Kagutuzi como Tijan
- Fatima Jabbe como Reina
- Emma Fletcher como la señorita Nugent
- Peter Halpin como PC Andrews

## Recepción
Según el sitioweb Nollywood Reinvented empieza diciendo que: "The Mirror Boy aparece como un tipo de historia diferente, profundamente mística, pero al final es solo otra película de Nollywood". Aunque al final concluyó que: "Tengo que reconocer lo bueno. Obi Emelonye, escritor y director de esta película, pudo tomar con éxito la historia de una película normal de Nollywood y hacer algo diferente con ella", pero "no es todo lo que se promocionó".